# Trezzo sull’Adda
Trezzo sull’Adda település Olaszországban, Lombardia régióban, Milánó megyében. Lakosainak száma 11 951 fő (2023. január 1.). Trezzo sull’Adda Busnago, Capriate San Gervasio, Cornate d’Adda, Grezzago, Roncello, Vaprio d’Adda, Trezzano Rosa és Bottanuco községekkel határos.

## Népesség
A település lakossága az elmúlt években az alábbi módon változott:
| Lakosok száma | 12 130 | 12 102 | 12 090 | 11 951 |
|               | 2013   | 2017   | 2018   | 2023   |